# Tell Me (You're Coming Back)/I Just Want to Make Love to You
Tell Me (You're Coming Back)/I Just Want to Make Love to You è il terzo singolo del gruppo rock The Rolling Stones pubblicato negli Stati Uniti d'America nel 1964.

## Tracce
- Lato A

1. Tell Me (Mick Jagger, Keith Richards)

- Lato B

1. I Just Want to Make Love to You (Willie Dixon)

## Formazione
Gruppo
- Mick Jagger – voce, cori
- Keith Richards – chitarra, cori
- Brian Jones – chitarra, tamburello, cori
- Charlie Watts – batteria
- Bill Wyman – basso, cori

Altri musicisti
- Ian Stewart – piano

## Cover
L'Equipe 84 incise una cover in italiano di Tell me nel lato B del singolo a 45 giri Papà e mammà/Quel che ti ho dato, pubblicata a ottobre 1964.